# Технологии във филма 2001: Космическа одисея
В научнофантастичния филм „2001: Космическа одисея“ са представени множество измислени бъдещи технологии, които се оказват като предсказание в светлината на последвалите събития по света.
Преди да започне работата по филма, режисьорът Стенли Кубрик търси технически съвети от повече от петдесет организации, като много от тях представят своите идеи на Кубрик за това, какви неща могат евентуално да се срещнат в киното през 2001 година. Филмът е оценен за неговото точно пресъздаване на космическия полет и вакуума.

## Науката

### Точности
2001, според четирима инженери от НАСА, които изградили отчасти дизайна на техните космически апарати с атомни двигатели по филма „Дискавъри“ – 1, e „може би филмът с най-точни и подробни изследвания относно пресъздаването в историята на киното с респект към ракетното инженерство“. Няколко технически съветници са били наети за 2001, някои от които са препоръчани от заместник-сценариста Артър Кларк, който сам е имал опит в космическата индустрия. Екипът съветници се състоял от инженер маршал от Космическия център инженер Фредерик Ордуей III, който е работил по филма в продължение на две години и Ървинг Гуд.
2001 точно представя космическото пространство, като неразпространеняващо звука, за разлика от други филми със сцени от космоса, в които експлозиите или звуци от преминаващи космически кораби се чували. Изобразяването на безтегловността в космическите кораби и космоса също е по-реалистично. Проследяването на действието на въртящия се диск, който осигурява изкуствена гравитацията контрастира с безтегловността извън диска по време на ремонта и сцените с отделянето на Хал. (Сцените с астронавти в товарното отделение на Дискавъри, наред с по-ранни сцени на стюардеси в совалката, изобразяват ходене в пространство с нулева гравитация с помощта на велкро-обувки наречени „обувки за прикрепяне“). Други аспекти, които допринасят за реализма са забавяне в разговорите между астронавтите и Земята, което се дължи на огромното разстояние, внимание към малките детайли, като например звук на дишането в скафандрите, объркване в ориентацията на астронавтите на космическия кораб в космоса и огромните размери на Юпитер по отношение на совалката.
Общият подход към начина на космическото пътуване е изграден с висока точност. Конкретно, проектирането на кораби се основавало на действителните технически съображения, а не на опити да изглежда необикновено „фантастично“. Много други научнофантастични филми придават на космическите кораби изчистена аеродинамичина форма, която е излишна в космоса (с изключение на совалката като „Пан Ам“, които са предназначени за работа както в атмосферата, така и в космоса). Научният консултант на Кубрик, Фредерик Ордуей, отбелязва, че в проектирането на космическия кораб „Ние се придържахме към познаване на целта и функциите на всеки агрегат и компонент, чак до отбелязването на отделните бутони и представяне представяне по екраните на възможните оперативни, диагностични и други данни“. Бордовото оборудване и облицовката на различни космически кораби имат специфични цели, като например известяване, свързване, дисплей за състоянието, прикачване, диагностика и навигация, които до голяма степен се основават на въведения от НАСА.
Прекратеното излъчване на трима астронавти на борда демонстрира точно работата в съотношение с месдицински власти. Такова замразяване би било необходимо, за да се запазят ресурсите от този вид на полета, както Кларк предполага.
Много усилия са направени, за да се изобрази лунният пейзаж точно, който се основава на подробни лунни изображения, направени телескопи. Снимка на ранните човекоподобни е основана на писанията на антрополози като Луис Лийки.

### Неточности
Филмът от научна гледна точка е неверен в малки, но значими подробности – някои поради техническата сложност на получаване на реалистичен ефект, а други просто са примери на художественост.
Появата на космическото пространство е проблематично от гледна точка на осветление и подравняване на астрономически обекти. Във вакуума в космоса, звездите не блестят и светлината не се разпръсва както във въздуха. В частта, когато совалката Дискавъри е неосветена от Слънцето, тя например ще изглежда почти черна в космоса. Звезди няма да се движат по отношение на пътуването на Дискавъри докато той се движи към Юпитер, ако тя не променя посоката си. Пропорционално, Слънцето, Луната и Земята визуално не се подреждат на опашка по размер, както е дадено в първия кадър, нито Галилеевите спътници на Юпитер ще са в съответствие, както в кадъра точно преди Боуман да попадне в star gate. Самият Кубрик е бил в течение на тази последната точка. (За сметка на резонанса на Лаплас на орбитите на четирите големи спътника на Юпитер, първите три не се изравняват никога, а третата луна, Ганимед, винаги е точно на 90 градуса от другите две, когато и двеата вътрешни спътника се намират в идеално изравняване.). По същия начин, по време на сцена в Зората на човечеството, когато Слънцето е над монолита или се вижда близо до него, а Луна е под формата на полумесец в небето. По време на тази фаза на лунния цикъл Луната ще бъде „нова“ и следователно ще да бъде невидима. Най-накрая, ръбът на земята се появява във филма като остър, докато в действителност той е малко разсеян, поради разсейването на слънчева светлина в атмосферата, както се вижда на много снимки на Земята, направени от космоса с пускането на филма.

## Представи за бъдещето
Над 50 организации предоставят технически съвети за продукцията на Кубрик, като част от тях представят идеите си за видове продукти и устройства, които могат да бъдат реализирани през 2001 г. Много от нещата са постигнати благодарение на централата на MGM за филмов реализъм, които твърдят в брошура от 1968 г., че „Всичко в 2001: Космическа Одисея може да се случи през следващите три десетилетия и... повечето от събитията ще се състоят до началото на следващия век“. Част от предсказаните в сюжета събития, като колонизация на луната, човешко пътуване между планетите и изкуствен интелект, не са се състояли и до днес, а друга част от фантастични филмови елементи се случват почти веднага.

### Описания на космически кораби
Всички превозни средства в 2001, от нискомащабни до реални по размер модели, са разработени с особено внимание и целят да изглеждат реалистично. Екипът по моделиране бил начело с двама наети служители на НАСА от Кубрик, научен съветник Фред Ордуей и дизайнер на продукции Хари Ланг, заедно с Антъни Мастърс, който е отговорен за превръщането на двуизмерните скици на Ланг в модели. Ордуей и Ланг твърдят, че е изключително важно да се знае „целта и функционирането на всеки от компонентите, чак до отделните бутони и представяне на екраните на възможните оперативни, диагностични и други данни“. Екипът на Кубрик от тридесет и пет дизайнера често се дразнел от промени по сценария, след като модели на различни космически апарати били вече създадени. Дъглас Трамбал, централен ръководител за специалните ефекти, пише: „един от най-сериозните проблеми, които ни пречат в продължение на цялото производство е това да следим всички мисли, снимки, промени, непрекъсната преоценка и актуализация на дизайна, монтажа и самия сценарий. За да се справят с всичко.... „контролна стая“... е била използвана, за да проследява напредъка по филма“. Ордуей, който е работил по дизайна на станцията и на петте основни космически кораба, отбелязва, че индустрията на САЩ е имала проблем с отговарянето на изискванията на Кубрик за неговите предложения по оборудването, докато различни аспекти по дизайна на превозните средства е трябвало да се актуализират често, за да се постигне бързо промяната по сценария, като един член на екипа е бил уволнен поради допусната грешка. В крайна сметка, несъвместимите идеи за това какво Кубрик мисли, какво Кларк пише, оборудването и реалността на превозните средства възникнала благодарение на Ордуей, Ланг, Мастърс и ръководителя по конструиране Дик Фрифт, заедно с неговия екип били решени и обединени в окончателната разработка, като изграждането на космическия кораб, преди снимането на филма, започнало през декември 1965 година.

### Компании и държави
Има корпоративни лога, и лица във филма, които или не са съществували, вече не съществуват, или се разделят поради дела за недоверие. Други са променили своя бизнес модел или представляват страни, които вече не съществуват.
Британската корпорация за излъчване (BBC) никога не се разширила до BBC-12. BBC 3 и 4 се появили за пръв път през 2003 г., а през 2002 г. новопоявили се канали използвали имена като BBC News и BBC Parliament. Корпорациите IBM, Аерофлот, Howard Johnson's, Whirlpool Corporation и Hilton Hotels, които могат да бъдат срещнати във филма, оцелели и след 2001 г., въпреки че през 2001 г. Howard Johnson's променил направлението на бизнеса си към хотели, вместо ресторантите, показани във филма. Филмът изобразява и вече изчезнали корпорации като Pan Am, излезли от сферата на бизнеса още през 1991 г., и Bell System – телефонна компания, която била затворена през 1984 г. в резултат на антимонополните дела, извършени от Департамента по правосъдие на САЩ. Логото на компанията било променено през 1969 г. и изцяло премахнато през 1983 г.